# بئر الحصينية
بئرالحصينية؛ يقع في منطقة الحصينية على مسافة (40 كيلو متر شمال شرقي مدينة نجران) على الطريق المؤدى إلى منطقة الرياض، وهو من الآبار التي عرفت بها منطقة نجران قبل 300 عاماً، حيث تقع على طرق القوافل التجارية القديمة، مصدر المياه الوحيد لقاطنيها القدامى وللقوافل أثناء رحلاتهم بين اليمن ونجد والحجاز أحيانا، وغيرها من البلدان الأخرى.
يصل عمق بئر الحصينية الذي تقع على ضفة وادي حبونا تحديداً نحو 70 متراً مطوية بالحجر، وما زال يوجد بقعرها قليل من الماء، وتوجد بالقرب منها غرفتان مبنيتان من الخرسانة، كما كان يوجد بها مضخة مغطاة بالحديد تعرضت للعبث بعد انهيار السور الذي كان يحيط بها بشكل مستطيل على مساحة 2480 متراً مربعاً جراء السيول.
وقامت الهيئة العامة للسياحية والتراث الوطني بمشروع ترميم للبئر بحوالي نصف مليون ريال، لحمايتها وضمها للمواقع الأثرية بالمنطقة، نظراً لقدمها، وموقعها الرئيس في طرق القوافل.